# 陳乾陽
陳乾陽（16世紀—17世紀），字潛夫，號具茨，浙江湖州府武康縣人，明朝政治人物。

## 生平
陳乾陽在萬曆三十一年（1603年）中舉人，天啟二年（1622年）成進士，獲授廣信推官，崇禎元年（1628年）考選為江西道監察御史，丁憂歸。四年（1631年）改任河南道御史，巡按南京蘇松等府，恩威並著。
六年（1633年）山西饑荒，他帶著朝廷發放的十萬金前往賑災
，又設法勸輸增加數萬兩，救活不少人民；之後陞任大理寺丞，得崇禎帝欣賞其端謹，特擢右僉都御史，在兩名都御史於田間時署任院事，大計盡力完事，因勞去世，朝廷議卹有加，鄖陽撫治袁繼咸為他寫下墓志。

## 家族
曾祖陳英。祖陳霑，知縣。父陳讓。